# Günther Haufe

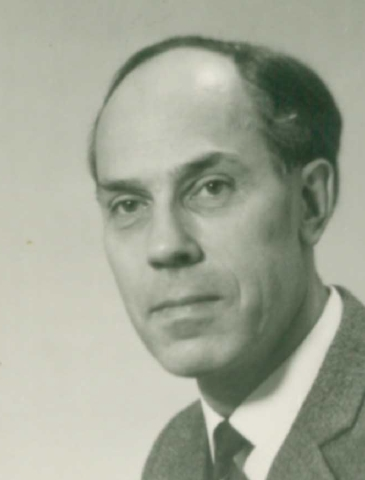
Haufe um 1970

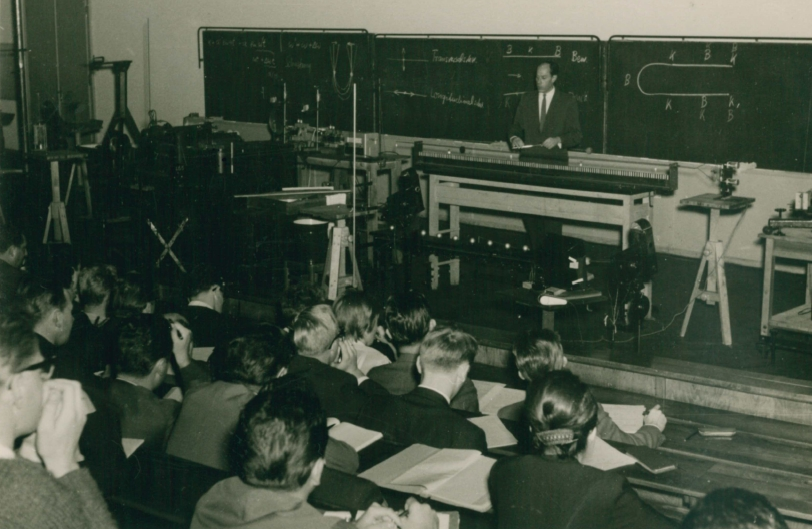
Haufe, Vorlesung um 1960

Johannes Günther Haufe (* 25. Februar 1922 in Dresden; † 26. Juli 2014 ebenda) war ein deutscher Physiker. Er wurde vor allem bekannt durch seine Arbeiten auf dem Gebiet der Elektronenoptik sowie als Dozent für Experimentalphysik an der Technischen Universität Dresden.

## Leben und Wirken
Haufe wuchs in Dresden-Briesnitz auf und besuchte dort von 1928 bis 1932 die Volksschule, später das Wettiner Gymnasium in Dresden (Abitur 1940). Danach begann er das Studium der Technischen Physik an der Technischen Hochschule Dresden. 1941 wurde er zur Wehrmacht einberufen und war 1942/43 als Soldat unter Erwin Rommel in Nordafrika; im Mai 1943 lief er in Tunesien in britische Kriegsgefangenschaft über. Von 1943 bis 1948 war er in amerikanischer und französischer Kriegsgefangenschaft (Camp Forrest, Tullahoma/Tennessee sowie unter anderem im Steinkohlebergbau in Lothringen).
Nach dem Zweiten Weltkrieg setzte Haufe das Physikstudium in Dresden fort, das er 1952 als Diplom-Physiker abschloss. Anschließend war er als Assistent und  Oberassistent tätig. 1957 promovierte er zum Dr. rer. nat. unter Alfred Recknagel, die Habilitation folgte 1965. Er war zeitweise Leiter der Hauptabteilung Physik des Instituts für Luft- und Kältetechnik Dresden und Arbeitsgruppenleiter an der Sektion Physik. 1987 wurde er emeritiert.
Die Berufung zum Professor scheiterte während der Zeit der DDR aus politischen Gründen, weil Haufe als überzeugter Christ, Pazifist und Sympathisant der Umweltbewegung als „weltanschaulich unangepasst“ galt und gesellschaftlichen und hochschulpolitischen Entwicklungen kritisch gegenüberstand. Erst nach dem Ende der DDR wurde er in Anerkennung seiner besonderen Verdienste in Lehre und Forschung 1992 zum Professor berufen.
Haufe trug maßgeblich zum Aufbau und zur Weiterentwicklung der Physikausbildung an der Technischen Hochschule Dresden (seit 1961: Technische Universität Dresden) bei. Er vermittelte Generationen vor allem von Ingenieurstudenten auf brillante Weise das notwendige physikalische Rüstzeug. Seine wissenschaftliche Arbeit galt in erster Linie der Elektronenoptik sowie der Didaktik der Physik. Privat zeigte er darüber hinaus breites Interesse unter anderem an Technik, Astronomie, Mathematik, Philosophie, Theater, Literatur, Musik sowie Umwelt-, Natur- und Heimatschutz.
Haufe war verheiratet (seit 1997 verwitwet) und Vater dreier Kinder.

## Veröffentlichungen
- Ein elektrostatischer Stigmator mit elektronenoptischer Zentrierung, Diplomarbeit 1952
- Über den Stigmator der Elektronenmikroskope, Wiss. Zeitschrift der TH Dresden 2 (1952/1953), 1 (Ko-Autor)
- Der Einfluss von Raumladungen auf elektrische Linsen, Dissertation 1957
- Korrektur des Öffnungsfehlers bei elektrostatischen Linsen durch Raumladung, Optik 15 (1958), 521
- Eine elektrostatische Linse, bei der sich Brechkraft und Öffnungsfehler unabhängig voneinander einstellen lassen, 3. European Regional Conference on Electron Microscopy, Prague 1964, A39
- Eine elektrostatische Linse mit bemerkenswerten elektronenoptischen Eigenschaften,  Habilitationsschrift 1965
- Die sogenannte „thermomagnetische“ Kühlung (Ettinghausen-Kühlung), Luft- und Kältetechnik 3, 1966, 65
- Zur Beschreibung des Ettinghausen- und Peltier-Effekts in Halbleitern bei quaderförmigen und ringförmigen Proben, Luft- und Kältetechnik 5, 1968, 195